# Panoplozaur
Panoplozaur (Panoplosaurus) – rodzaj tyreofora z rodziny nodozaurów (Nodosauridae) żyjącego w późnej kredzie na terenie Ameryki Północnej. Został opisany w 1919 roku przez Lawrence'a Lambe'a w oparciu o niekompletny szkielet odkryty przez Charlesa Mortrama Sternbrega w 1917 roku w osadach formacji Judith River w kanadyjskiej prowincji Alberta. Lambe zauważył podobieństwa pomiędzy zębami panoplozaura i Palaeoscincus costatus – ankylozaura opisanego na podstawie jednego zęba – jednak spostrzegł, że zęby panoplozaura były mniejsze i miały niższe korony. W 1921 roku Sternberg rozwinął wstępny opis sporządzony przez Lambe'a o opis szkieletu pozaczaszkowego panoplozaura. Oprócz holotypu (NMC 2759) w Albercie odnaleziono także szczątki kilku innych osobników. Długość odkrytych czaszek panoplozaurów wynosi od 35,5 cm u holotypu do 44,5 cm u TMP 85.25.2. Ich kształty są zróżnicowane, NMC 2795 miał krótką i głęboką czaszkę, podczas gdy ROM 1215 i TMP 85.25.2 – podłużną, bardziej typową dla nodozaurów. Szkielety pozaczaszkowe tych okazów nie wykazują różnic, co może sugerować, że krótszy pysk jest cechą osobników młodocianych lub przejawem dymorfizmu płciowego. Ogólną budową panoplozaur przypominał edmontonię – innego późnokredowego nodozaura z Ameryki Północnej; Edmontonia bywała niekiedy uznawana za młodszy synonim panoplozaura. Kończyny przednie przedstawicieli obu tych rodzajów były niemal identyczne. Panoplosaurus i Edmontonia różniły się jednak budową pancerza czaszkowego i tułowiowego, podniebienia, kręgów i być może nadgarstków. Panoplozaur jest jedynym ankylozaurem, u którego odnaleziono gastrolity bezpośrednio połączone ze szkieletem. Nazwa Panoplosaurus oznacza „w pełni opancerzony jaszczur”.